# Wilder Zauber
Wilder Zauber (Rough Magic) ist eine US-amerikanisch-britisch-französische Fantasy-Filmkomödie von Clare Peploe aus dem Jahr 1995.
Das Drehbuch von William Brookfield, Robert Mundi und Clare Peploe beruht auf dem Roman Wilder Zauber (Miss Shumway Waves a Wand) von James Hadley Chase. Der Film wurde in Deutschland erstmals am 2. September 1995 im Rahmen des Internationalen Filmfests in Oldenburg gezeigt.

## Handlung
Die 1950er Jahre, Mexiko. Ein Ethnologe nimmt unerlaubt die heiligen Gesänge einer alten Schamanin auf. Als sie dessen gewahr wird, ist sie plötzlich verschwunden. An ihrer Stelle sitzt jetzt eine Eule.
Los Angeles, USA. Miss Myra Shumway ist die ebenso bezaubernde wie zaubertechnisch begabte Assistentin eines älteren Zauberers, der mit ihr zusammen über Land tingelt. Der steinreiche Unternehmer Cliff Wyatt – er besitzt Uran-Minen – rückt auf einen leeren Senatorenposten nach. Wyatt ist glatt wie ein Aal, hübsch anzusehen wie Clark Gable und eitel, also leicht im Sinne der grauen Politeminenzen zu beeinflussen. Nur eines fehlt ihm noch für eine untadelige weiße Weste: eine Ehefrau. Miss Myra Shumway ist seine Wahl: jung, hübsch, intelligent, gesund.
Der alte Zauberer ist eifersüchtig. Er will Myra behalten. Als Wyatt in seine Garderobe kommt, um Myra abzuholen, fängt der Zauberer Wyatts Kopf in einer Bühnen-Guillotine. Myra kommt herein, findet die Situation lustig und macht mit der Kamera, die auf dem Tisch lag, ein Foto. Es knallt doppelt. Der Blitz und ein Schuss. Wyatt hatte nach dem Revolver auf dem Tisch gefischt und auf den Zauberer geschossen. Der stirbt auf der Stelle.
Vorher gibt er seiner Myra noch einen alten schamanischen Zaubergürtel und einen Auftrag: Sie soll nach Mexiko zu einer berühmten alten Schamanin gehen.
Myra nimmt den Gürtel und flieht in ihrem hellgelben Cabriolet. Wyatt will den toten Zauberer im Straßengraben entsorgen. Als er den Kofferraum öffnet, ist die Leiche verschwunden. Stattdessen entfliegen dem Kofferraum zwei Dutzend weiße Tauben.
Wyatt will Myra wiederhaben. Er beauftragt den örtlichen Chefredakteur Clayton, nach Myra suchen zu lassen. Clayton übergibt diese Aufgabe dem Kriegsfotografen Alex Ross. Ross war in Nagasaki dabei. Seitdem ist er nicht mehr derselbe. Er muss Unfassbares gesehen haben. Wie ein kleines wertvolles Denkmal führt er eine japanische Teeschale mit sich, deren eine Seite von der ungeheuren Hitze der Atombombe schwarz versengt ist. Er trinkt.
Mexiko. Myra ist mit ihrem offenen Cabriolet in einer Stadt angekommen und mischt sich unters Volk. Die Mexikaner drängen sich an die Blondine, berühren sie unsittlich – Myra rettet sich, indem sie unter einem Verkaufstresen durchtaucht und einem Quacksalber, dem „Doc“, hilft, dessen Elixier zu verkaufen, eine blaue Flüssigkeit. Myra nimmt einen Schluck, tut, als müsse sie sich übergeben – und erbricht einen Mundvoll Goldmünzen. Der Verkauf des Elixiers nimmt einen rapiden Aufschwung.
Zum Dank führt der Doc Myra zum Essen aus. Alex hat die beiden bereits entdeckt. Der Doc möchte mit Myra zusammenarbeiten, sie jedoch bestiehlt ihn mit schneller Hand – und flieht zu ihrem Wagen. Alex setzt ihr hinterher – und sich selbst zu ihr ins Auto. Gemeinsam, zu zweit, beginnt eine Reise nach Acapulco. Anfangs mag Myra den Mann gar nicht, der an ihrer Seite klebt wie Honig und sich als ihr Schutzengel bezeichnet.
Myra fährt. Stunden um Stunden, so lange, dass Alex neben ihr einschläft. Als die beiden in Mexiko sind, werden sie von einem Baum herab von einer Eule begrüßt. Alex bietet an, die nächsten Stunden zu fahren. Myra traut ihm nicht, sie behält den Wagenheber in der Hand, als sie auf die Rückbank steigt, um ihrerseits auszuruhen. Alex fährt bis tief in die Nacht.
Anderntags an einer mexikanischen Tankstelle in einem verschlafenen Örtchen. Alex stört den Tankstellenbesitzer und seine Frau beim Beischlaf, die Frau kommt und betankt den Wagen, Alex bestellt zwei Bier. Der Tankstellenbesitzer sucht seinen Ärger über die abgebrochenen Liebesfreuden an den zwei Gringos abzureagieren.
Er provoziert zuerst Alex, indem er ihm seinen ekelerregenden Kautabak-versetzten Speichel auf den Schuh spuckt, Myra als Flittchen bezeichnet und ihr in ihre volle Bierflasche spuckt. Alex reagiert nicht durch Zuschlagen, Myra ärgert sich. Ein schöner Schutzengel sei er, nicht viel wert. Myra nimmt einen Schluck aus der speichelverseuchten Bierflasche, entzündet ein Streichholz und prustet dem Tankstellenbesitzer eine Bier-Stichflamme ins Gesicht. Der muss seinen brennenden Kopf in einer Regentonne löschen, Alex und Myra fliehen im Auto. Den Betrag von tres dollares e quattrocinquanta centavos bleiben sie schuldig.
Einige Stunden später, die beiden halten, steigen aus. Mit schneller Hand hat Myra Alex seine Brieftasche gestohlen. Sie will wissen, wer er ist. Man fährt weiter, in einem kleinen Bergdorf nehmen die zwei ein Hotelzimmer. Alex trägt die Koffer. Beim Abstellen springt einer ihrer Koffer auf, das Bild des Zauberers fällt heraus. Als sie ihre Sachen zusammenklaubt, stiehlt Alex mit schneller Hand eine Rolle Banknoten, die auf dem Boden zur Seite gerollt waren.
Er sagt zu Myra, er gehe zur Bank, um Geld zu holen. Tatsächlich ruft er den Chefredakteur Clayton an, um ihm mitzuteilen: Er hat die Gesuchte gefunden. Sein Honorar will er postlagernd sofort angewiesen bekommen, 500 Dollar. In Myras Geldrolle ist eine Filmkapsel. Alex tauscht diese gegen eine eigene aus. Ihm ist klar, auf dem gefundenen Film ist etwas Wichtiges zu sehen.
Alex und Myra essen in einem Lokal am Ort zu Abend. Myra erfährt über Alex und Nagasaki, er über Myras Natur: Sie kann wirklich zaubern. Alex gibt Myra ihre Geldrolle zurück. Da taucht der Quacksalber auf, der Doc. Er hat ein Geschäft vorzuschlagen. Der Doc hat an Myras Zaubergürtel erkannt, dass sie keine Zaubersimulantin ist, sondern wirklich über übersinnliche Kräfte verfügt. Myra soll die berühmte alte Schamanin Toyola besuchen und sie bitten, ihr die Rezeptur für die echte blaue Tinktur zu verraten, die wirklich Kranke heilen kann. Nach anfänglicher Weigerung geht Myra auf den Deal ein. Alex und Myra tanzen.
Später am Abend, man trennt sich, Alex und Myra gehen auf ihr Zimmer mit Doppelbett. Sie tanzen noch ein wenig, die Musik klingt herauf. Der Moment der Wahrheit kommt. Sie erkennen einander.
Der Doc, Alex und Myra fahren in Myras Cabriolet zum See beim Vulkan zur Inka-Palastruine, der Wirkungsstätte der alten Schamanin Toyola. Am Ufer des Sees taucht plötzlich der Tankstellenbesitzer wieder auf, er will Rache für seine verbrannten Haare.
Er hat einen Feuerspucker und einen Kanister Benzin mitgebracht. Wieder droht er, Myra zu vergewaltigen. Ein Faustkampf zwischen den Männern entbrennt – mit wechselndem Schicksal, doch schlussendlich unterliegen der Doc und Alex durch Total-k.o. Beide sind ohnmächtig. Der Tankstellenbesitzer übergießt Alex von Kopf bis Fuß mit Benzin und zückt das Sturmfeuerzeug.
Er spuckt seinen ekelerregenden Kautabak-Speichel auf den Ohnmächtigen. Das erzürnt Myra so sehr, dass sie ihn „Du fettes Würstchen!“ betitelt. Im Zorn hat Myra plötzlich Zauberkraft. Der Tankstellenbesitzer windet sich in Krämpfen, ein Knall, Rauch, das Feuerzeug fällt zu Boden, daneben: ein fettes Würstchen. Myra hat den Mann verwandelt. Alex erwacht und möchte sich auf den Schreck erst mal eine Zigarette anzünden. Er greift zum Feuerzeug, sieht die Wurst, vergisst die Zigarette. Anstatt sich in eine Benzin-Feuersäule zu verwandeln, wirft er dem Hund des Doc das Würstchen zu, der frisst es augenblicklich.
Myra und Ross streiten später, Myra kehrt zu Wyatt zurück.
Myra erfährt, dass ihr früherer Mentor doch lebt, durch die Magie gerettet. Da sie bei ihrem Verlobten nicht glücklich ist, kommt sie wieder mit Ross zusammen. Der Film endet mit dem Anblick von zwei kopulierenden Kaninchen.

## Hintergrund
Die Dreharbeiten fanden in Los Angeles, in Michoacán (Mexiko) und in Tikal (Guatemala) statt. Der Film spielte in den Kinos der USA knapp 172 Tsd. US-Dollar ein.

## Dramaturgie
Vordergründig ein monolineares Road Movie, beruht die Dramaturgie des Films ähnlich wie im Who-done-it-Kriminalfilm auf dem Aufbau eines Sinnzusammenhangs durch Indizien. Objekte wie Eule, Zaubergürtel, Elixier, verbale Formulierungen wie tres dollares e ventiquattro centavos sind Hinweise, die, Mosaiksteinchen gleich, dem Zuschauer nach und nach den größeren Bedeutungszusammenhang entdecken. So kann der Konsum des Films auf der Oberfläche des und dann und dann den fehlgeleiteten Eindruck generieren, dass ein buntes bedeutungsloses Tohuwabohu präsentiert wird. Hier setzt der Film auf die Medienkompetenz eines filmerfahrenen Publikums.

## Kritiken
James Berardinelli schrieb anerkennend auf ReelViews, der Film sei „frech“ und man könne ihn nicht einordnen. Seine großen Teile würden jedoch nicht funktionieren. Die Geschichte sei stellenweise absurd. Bridget Fonda sei in ihrer Rolle fehlbesetzt. Russell Crowe spiele „passabel“, der von ihm gespielte Charakter sei jedoch zweidimensional, so dass man keine vertiefte Darstellung brauche.
Das Lexikon des internationalen Films schrieb, der Film sei „eine mißlungene Persiflage auf die Kriminalfilme der 50er Jahre“, die ein „mangelhaftes Drehbuch“ habe. Lediglich die Ausstattung und die Atmosphäre wurden gelobt.
„In kunterbunt zusammengewürfelter Reihenfolge wechseln sich komische mit romantischen Momenten, gefährliche mit gefühlvollen Szenarien sowie übersinnliche mit sinnlosen Elementen ab (…). Die ansprechende Fotografie, die aufwendige Ausstattung und das Spiel von Bridget Fonda, die zumindest einen Hauch von sanft-erotischer Magie zu versprühen in der Lage ist, könnten trotzdem dafür sorgen, dass sich ein an eigenwilligen Kunstwerken interessiertes Publikum für diesen wahrlich ‚wilden Zauber‘ begeistern wird.“

## Auszeichnungen
Bridget Fonda gewann im Jahr 1995 einen Preis des Sitges Festival Internacional de Cinema de Catalunya. Ihre italienische Synchronstimme wurde 1996 mit dem Nastro d’Argento ausgezeichnet.